# Jacobus de Ispania
Jacobus de Ispania († nach 1330) wird der Verfasser des mittelalterlichen siebenbändigen Werkes Speculum Musicae (deutsch: „Spiegel der Musik“) genannt. Der Vorname „IACOBUS“ ergibt sich als Akrostichon aus den Anfangsbuchstaben der sieben Bücher des Gesamtwerkes, worauf im Proömium hingewiesen wird. Da sich in den beiden letzten Büchern verschiedentlich Anmerkungen zur musikalischen Praxis im Raum Lüttich (bzw. Liège/Lîdje/Luik, Name in römischer Zeit: Leodicum) finden, wird ein franko-flämischer Musiktheoretiker als Verfasser vermutet, über dessen Lebenslauf allerdings nur wenig bekannt ist. Im 20. Jahrhundert wurde er daher auch mit der nicht zeitgenössischen Namensform Jakobus von Lüttich, latinisiert Jacobus Leodiensis referenziert. Margaret Bent konnte 2015 nachweisen, dass das Werk in einem Verzeichnis aus Vicenza, das eine heute verlorene Handschrift aufführt, einem Magister Iacobus de Ispania zugeschrieben wird. Bents Schlussfolgerung, dass der Autor demnach aus Spanien stamme, wurde von dem Musikhistoriker Rob C. Wegman widersprochen, der darauf hinwies, dass die Herkunftsnennung im Mittelalter auch auf die Region Hesbaye (Hespengau) hinweisen könnte, in der Lüttich seinerzeit lag.

## Speculum Musicae
Das um 1330 veröffentlichte mehrbändige Werk wurde zunächst dem Johannes de Muris zugeschrieben, doch offenbaren die Anfangsbuchstaben der Texte der sieben Bände aneinandergereiht den Namen des tatsächlichen Verfassers. Womöglich war diese Schrift als eine Streitschrift gegen die Ars Nova geplant. Im Folgenden entstand aber die mit rund 1500 Seiten umfangreichste Musikenzyklopädie des gesamten Mittelalters.

### Aufbau
Das Speculum ist ein enzyklopädisches Werk. Band 1–5 sind der theoretischen Musiklehre, der musica speculativa gewidmet. In den letzten zwei Bänden nimmt er die Ausführung der Musik, die musica practica unter die Lupe.
- Band 1 beschäftigt sich mit den Grundlagen, die notwendig sind, um musikalische Konsonanzen zu verstehen. Hierbei nimmt er Bezug auf Boëthius, Isidor von Sevilla, Guido von Arezzo, Aristoteles, Platon und Petrus Comestor. Der Band endet mit einem Kapitel über die Harmonietheorie des Pythagoras.
- Band 2 beschäftigt sich mit Konsonanzen auf Basis des Monochords. Die verschiedenen Intervalle werden in eigenen Abschnitten behandelt: Ab Kapitel 8: diapason (Oktave), ab Kapitel 23: Bis diapason (Doppeloktave), ab Kapitel 27: Diapente (Quint), ab Kapitel 32: Diatessaron (Quart), ab Kapitel 38: tonus (Ganzton)
- Band 3 ist zur Gänze mit mathematischen Überlegungen über Proportionen und Intervalle und deren Teilungen gefüllt.
- Band 4 bewertet die Konsonanzen, vergleicht sie und beschäftigt sich mit ihren Fortschreitungen. Hier verwendet er bereits den Begriff Kadenz, womit gemeint ist, dass imperfektere Konsonanzen ihrer Natur entsprechend zu Perfekteren fortschreiten. So schreiten die Sekund und die kleine Terz zum Einklang fort; die große Terz zur Quinte, die Quart entweder in den Einklang oder die Quinte. Die Quint gilt als stabil, die große Sext und die kleine Sept schreiten entweder zur Quint oder zur Oktave fort. Kleine Sext und große Sept werden nicht erwähnt.
- Band 5 beschäftigt sich mit drei verschiedenen Arten von Tetrachorden. Jakobus’ Quellen hierfür sind Boethius und Guido von Arezzo. Der Vergleich dieser Tetrachorde mit den Guidonischen Hexachorden ist hier ebenfalls thematisiert.
- Band 6 beschreibt die liturgische Einstimmigkeit (Gregorianik), insbesondere die Kirchentonarten, aber auch die Notation und das Repertoire.
- Band 7 beschäftigt sich dagegen mit der Mensuralmusik. Hier verteidigt er in erster Linie die Ars Antiqua, allerdings – entgegen weitverbreiteter Meinung – ohne die Ars Nova zu verdammen. Er wehrt sich dagegen, die Semibrevis als teilbaren Wert zuzulassen, auch stört er sich an der Gleichberechtigung des imperfekten Modus. (Näheres zu diesen Neuerungen im Artikel Mensuralnotation).

## Werkausgaben
- Roger Bragard (Hrsg.): Jacobi Leodiensis Specvlvm mvsicae. 7 Bände. American Institute of Musicology, Rom 1955–1973.
- Joseph Smits van Waesberghe, E. Vetter, E. Visser (Hrsg.): Tractatus de consonantiis musicalibus; Tractatus de intonatione tonorum; Compendium de musica. Knuf, Buren 1988, ISBN 90-6027-560-8.